# ミカワタヌキモ
ミカワタヌキモ Utricularia exoleta R. Br. はタヌキモ科の水草。水中葉はあまり発達せず、水中の泥の上を這い、地下にも茎状の地下葉を伸ばし、あちこちに捕虫嚢をつける。別名にイトタヌキモがある。

## 特徴
多年生で常緑性の水草。茎は水中の泥の表面を匍匐し、更に泥の中に地中葉を伸ばして植物体を泥の上に固定させる。茎の先端は渦巻き状になっている。水中葉は茎にまばらにつき、長さはせいぜい1cm程度、1-5個の裂片に分かれる。水中葉の縁にはまばらに細かな鋸歯があり、まばらに捕虫嚢をつける。冬になっても冬芽を作らない。地中葉は根のように見え、まばらに捕虫嚢が着く。
8-9月に花を付ける。花茎は高さ5-8cmほどで直立し、1-3個の花を生じる。花は黄色で径5-6mm。萼は長さ2mmほどで、花が終わってもほとんど成長しない。距は前向きに伸び、下唇と同長か、やや長い。花柄は花後に3-6mmに伸び、曲がるが下向きにはならない。蒴果は長さ3mm程。

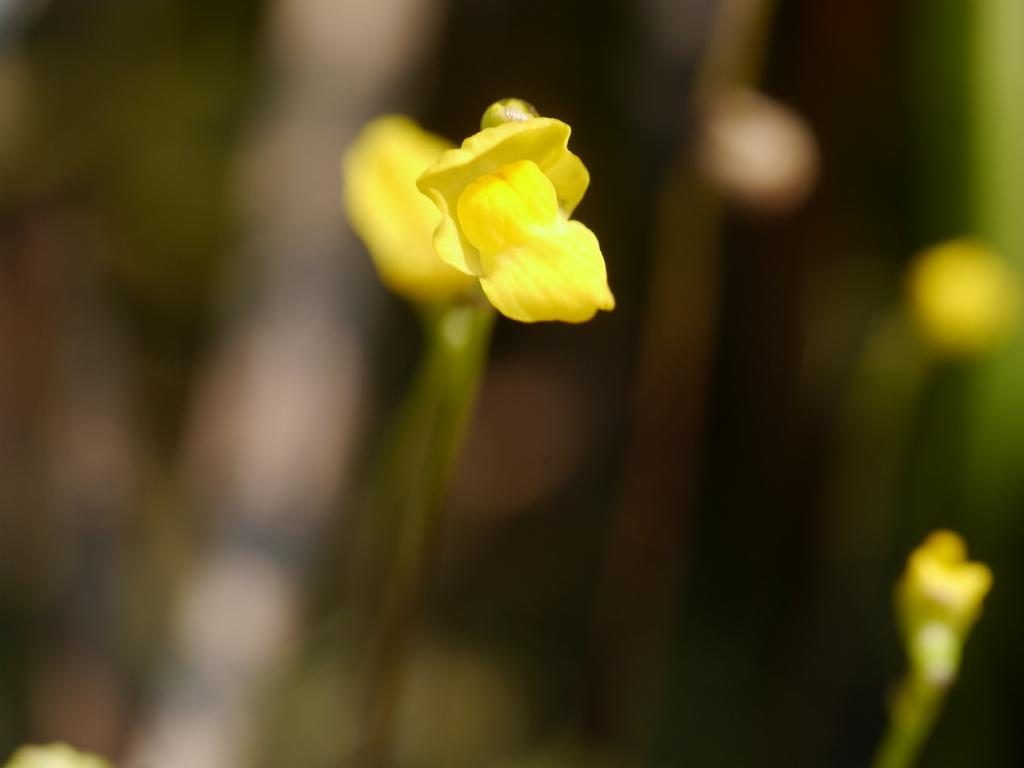
花
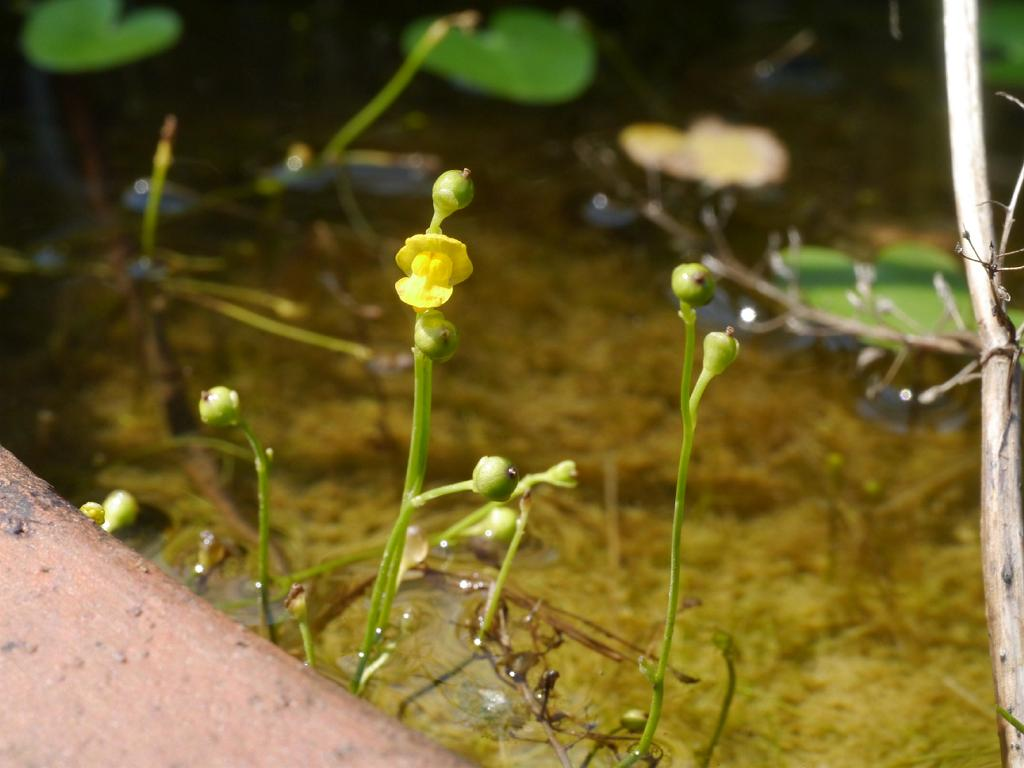
果実が出来ている
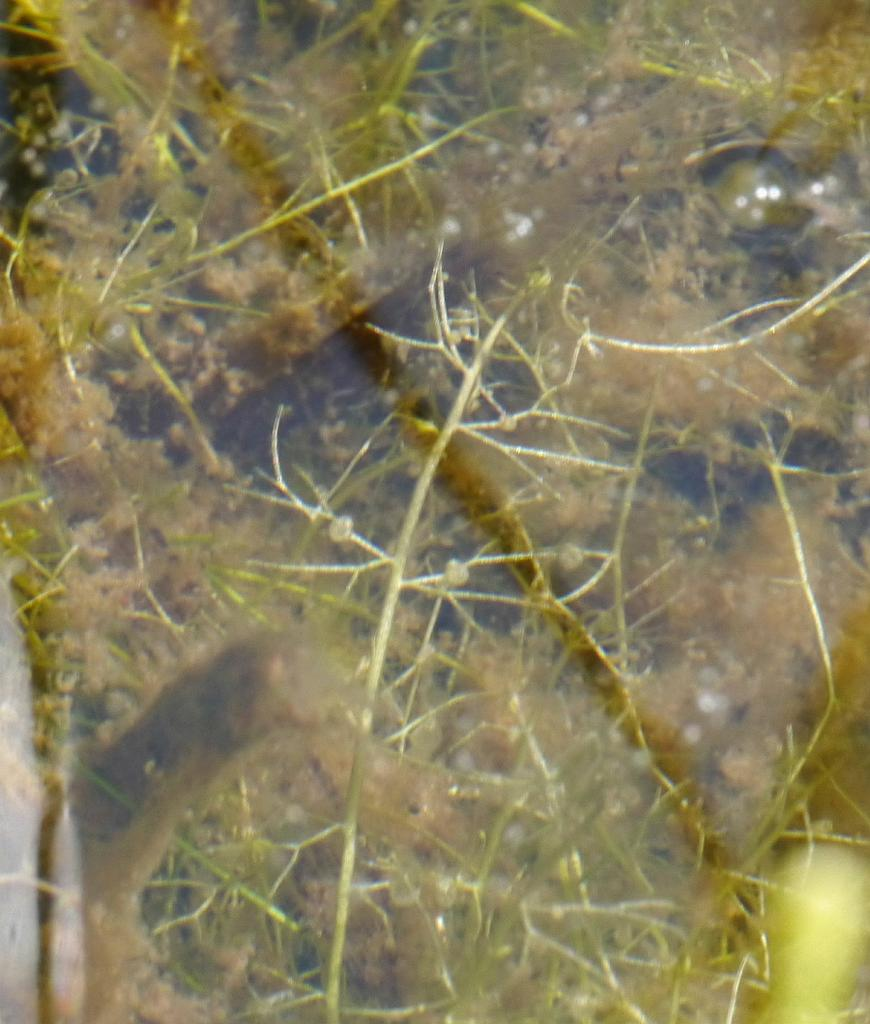
水中に伸び出した茎と水中葉

### 形態について

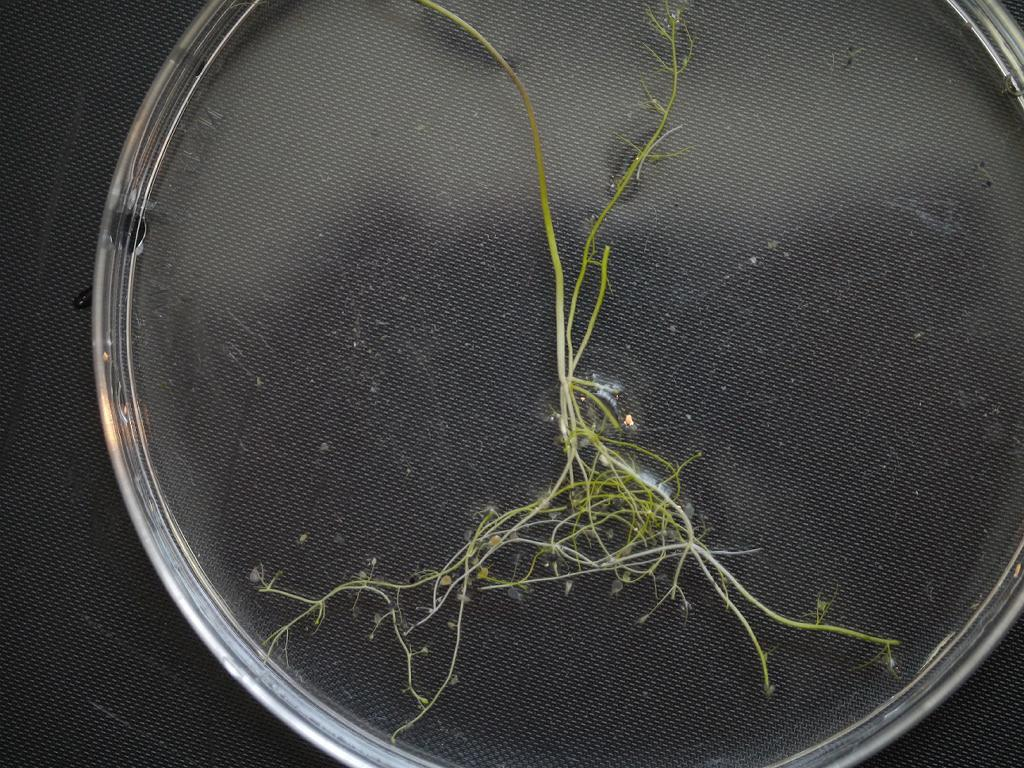
一株の全形

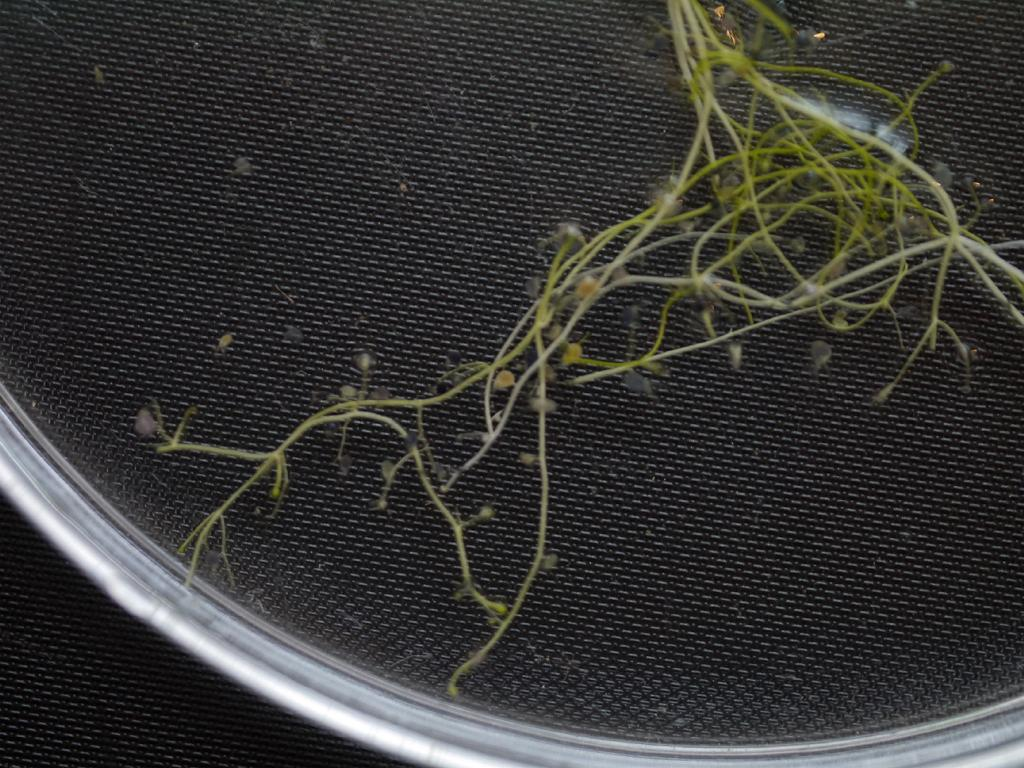
水中葉、地中葉と捕虫嚢

タヌキモ属には大まかに陸生の種と水草になるものがあり、それぞれ前者がミミカキグサ類、後者がタヌキモ類と呼ばれることもある。ミミカキグサ類は地中か地表を横に這う茎があり、地表にはさじ状やへら状など単葉を出し、地下には根のように地下に茎を伸ばし、ここに捕虫嚢を着ける。他方、タヌキモ類は水中に茎を伸ばし、葉は糸状で何度も分枝して、そこに捕虫嚢を着ける。タヌキモ類には、ミミカキグサ類と同じように泥の中に地中茎を伸ばす種も含まれる。
その中で、本種はこの両者を中間の型を示す。主軸は水中に伸びることもあるが、多くの場合にごく浅い水底を這い、花茎の基部からは多くの地中茎を泥の中に伸ばす。これはミミカキグサ類の成長の型に近い。他方、水中葉はタヌキモ類らしく糸状で分枝するが、その分枝はごく僅かだけしか行われない。

## 分布と生育環境
本州では関東から近畿地方、九州、南西諸島に分布する。国外では台湾、インド、オーストラリア、アフリカに知られる。
浮遊して生育することも出来るが、上記のように泥の上に広がって地中茎を伸ばして生育することも出来る。ごく浅い底質の上に茎を伸ばし、絡まり合ってマット状になり、あるいは浮遊状態でも絡まり合ってマットを形成することもある。底質に固定したものは水が干上がると盛んに花を咲かせ、また浮遊状態のものもマットを形成すると開花する。ただし、湿地状態のものは冬を越せず、その場合には1年草として振る舞うこともある。浮遊したものはその一部が生き残り、多年草となる。

## 近縁種など
日本にはタヌキモ属が11種ほどあるが、水中性のものは全てもっと水中葉が細かく分かれて発達し、また花がもっと大きい。混同しそうなものはない。

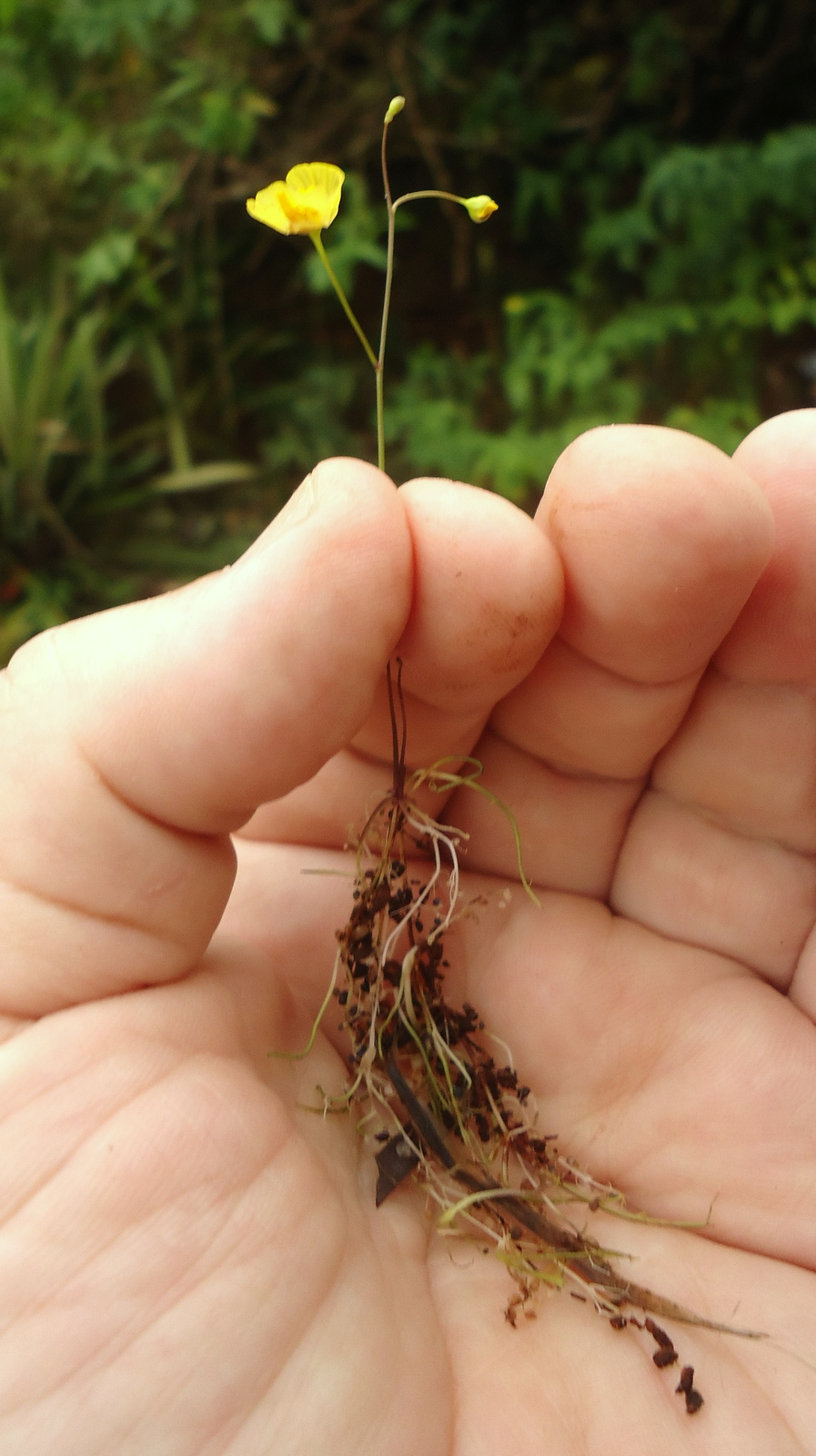
オオバナイトタヌキモ

オオバナイトタヌキモ U. gibba L. はアジア、ヨーロッパ、アフリカ、南北アメリカに渡る分布を持ち、日本には観賞用に持ち込まれた。大きな違いは花がずっと大きいことで、それ以外にはほとんど差がなく、本種をこの種と同じ、あるいはその亜種とするなどの扱いもある。ただ、日本在来のものとはその花の大きさにも不連続があるとして別種とする判断もある。日本には存在しなかったものであるが、現在は栽培から逸出し、野生状態で見られる例がある。

## 利用
食虫植物として、また綺麗な花を付ける水草として栽培されることがある。水底に地中茎を伸ばすことから、ごく浅いところまで泥や水苔を摘めた形で栽培すると、絡み合ってマット状に繁茂し、多くの花を付ける。